# 杜進
杜 進（と しん、1953年 - ）は経済学博士。拓殖大学教授、北京大学客員教授等を務める。

## 人物
上海市生まれ。中国の遼寧大学大学院経済学研究科修士課程修了後、同大助手に就任。1983年から一橋大学大学院経済学研究科に留学。清川雪彦ゼミ、南亮進ゼミ出身。渡辺利夫学部長の誘いを受け拓殖大学国際開発学部教授に就任。北京大学中国経済研究中心客員教授、華東理工大学商学院客員教授も務める。

## 略歴
- 1988年（昭和63年）　一橋大学大学院経済学研究科博士課程修了、学習院大学東洋文化研究所助手
- 1991年（平成 3年）　北九州大学産業社会研究所助教授
- 1997年（平成 9年）　東洋大学国際地域学部教授
- 2001年（平成13年）　拓殖大学国際開発学部教授[3]

## おもな著書
- 『毛沢東、鄧小平、そして江沢民』（東洋経済出版社、1999年）
- 『現代中国の構造変動2:経済』（東京大学出版会）
- 『中国経済入門』（日本評論社、2001年）
- 『日中関係と日本の政治』（岩波書店、1999年）